# Lijst van voetbalinterlands Canada - Spanje (vrouwen)
Deze lijst van voetbalinterlands is een overzicht van alle officiële voetbalinterlands tussen de nationale vrouwenteams van Canada en Spanje. De landen hebben tot nu toe vier keer tegen elkaar gespeeld.

## Wedstrijden
| № | Plaats            | Datum            | Competitie            | Wedstrijd       | Uitslag |
| - | ----------------- | ---------------- | --------------------- | --------------- | ------- |
| 1 | São João da Venda | 8 maart 2017     | Algarve Cup 2017      | Spanje − Canada | 1 − 0   |
| 2 | Logroño           | 24 mei 2019      | Vriendschappelijk     | Spanje − Canada | 0 − 0   |
| 3 | Wolverhampton     | 23 februari 2022 | Arnold Clark Cup 2022 | Spanje − Canada | 1 − 0   |
| 4 | Almendralejo      | 25 oktober 2024  | Vriendschappelijk     | Spanje − Canada | 1 − 1   |

## Samenvatting
| Competitie        | Totaal gespeeld | Winst Canada | Gelijk | Winst Spanje | Doelsaldo Canada – Spanje |
| ----------------- | --------------- | ------------ | ------ | ------------ | ------------------------- |
| Algarve Cup       | 1               | 0            | 0      | 1            | 0 − 1                     |
| Arnold Clark Cup  | 1               | 0            | 0      | 1            | 0 − 1                     |
| Vriendschappelijk | 2               | 0            | 2      | 0            | 1 − 1                     |
| Totaal            | 4               | 0            | 2      | 2            | 1 − 3                     |